# Königshöhe (Königsbrück)
Die Königshöhe ist die höchste Erhebung im Naturschutzgebiet "Königsbrücker Heide" auf dem Gelände des früheren Truppenübungsplatzes Königsbrück in Sachsen.

## Geographie
Die Königshöhe liegt vier Kilometer nordwestlich von Königsbrück in den Ausläufern des Westlausitzer Hügel- und Berglandes. Westlich fließt die Pulsnitz vorbei. Vorgelagert sind nordwestlich die Kiefernberge (166 m), nordöstlich der Lämmerberg (170 m) und der Ziegenberg (175 m) sowie östlich der Tafelberg (180 m). Südöstlich erhebt sich der Haselberg (190 m). Umgeben wurde die Kuppe früher von den Dörfern Quosdorf, Zietsch, Schmorkau; Berghäuser und Steinborn.
Die mit einer Baumgruppe bestandene Königshöhe bildet den Kreuzungspunkt von drei Hauptschneisen des Heidewaldes. Sie markiert den Beginn der Hügellandschwelle und bietet einen Rundblick über die sich hier treffenden Naturräume.

## Geschichte
Die ursprünglichen Heidewälder auf der Königshöhe wurden wahrscheinlich frühzeitig nach der Besiedlung der Gegend gerodet und die Kuppe landwirtschaftlich genutzt. Alte Karten weisen die Kuppe als unbewaldet aus, im Sächsischen Meilenblatt wird sie als die Seinschkenberge und die Fluren als die Hofacker bezeichnet.
Mit der Errichtung des Truppenübungsplatzes Königsbrück wurde die Kuppe 1907 Teil des Militärgebietes, in dieser Zeit erhielt sie auch ihren heutigen Namen.
Anlässlich des Abzugs der GUS-Truppen aus Königsbrück fand am 10. Oktober 1992 auf der nun wieder zugänglichen Königshöhe ein großer Dankgottesdienst mit den Pfarrern der umliegenden Gemeinden und hunderten Teilnehmern statt. Dabei wurde das auf Initiative des Königsbrücker Küsters Werner Lindner geschaffene große Holzkreuz geweiht, das zum friedlichen Zusammenleben mahnen soll. Die Balken stammen aus einem der zerstörten Dörfer.
Seit der Festsetzung des Naturschutzgebietes "Königsbrücker Heide" im Jahre 1996 liegt die Königshöhe im Totalreservat und ist nur zu besonderen Anlässen zugänglich.